# 関谷ひさし
関谷 ひさし（せきや ひさし、1928年1月14日 - 2008年2月25日）は、日本の漫画家。福岡県北九州市出身。本名：関谷久（読み方はペンネームと同じ）。

## 来歴・人物
門司商業学校（現福岡県立門司大翔館高等学校）2年生の頃から漫画を描き始める。卒業後は松山練習航空隊入隊、自動車部品販売店勤務を経て、新九州新聞社に入社、タブロイド月3回刊の『まんが新九州新聞』の記者となる。社の経営が次第に思わしくなくなり、中央の漫画家に原稿料支払いが困難になると、代わりに作品を描いた。1957年に新聞の休刊とともに新九州新聞社を退社して上京。
本格的に漫画家生活に入った翌年の1958年には『ジャジャ馬くん』（『冒険王』）がヒットし人気を集めた。1959年には『ジャジャ馬くん』はラジオ東京（現・TBSラジオ）でラジオドラマとしても放送されている。
1963年『ストップ!にいちゃん』『ファイト先生』で第9回小学館漫画賞受賞。代表作は、明朗ギャグ漫画『ストップ!にいちゃん』『少年No.1』など。特に『ストップ!にいちゃん』は『鉄腕アトム』や『鉄人28号』と人気を分け合うヒットとなった。その後、1970年代に入ってからは長らく作品発表が途絶えるが、理由の一つは自作品のアニメ化を断っていたためと言われている。
2008年死去。同年11月、晩年に書き溜めていた新作『侍っ子』が刊行された。
2009年10月3日、北九州市門司区門司港地区の栄町銀天街アーケードに2009年12月27日までの期間限定で、関谷ひさしの足跡を紹介するミニ資料館「昭和レトロ館」がオープンした。
2012年8月3日、北九州市小倉北区浅野のあるあるCity5階・6階に『北九州市漫画ミュージアム』がオープンした。関谷ひさしの仕事場の再現するコーナーができた他、肉筆原稿約1万6千点が収蔵されている。

## 作品リスト
- ルリちゃん（「新九州新聞」1952年～1957年）
- ジャジャ馬くん（「冒険王」）
- スーパーおじょうさん（「りぼん」1961年頃～）
- ストップ!にいちゃん（「少年」1962年新年号～1968年3月号）
- チャッコ
- リリーフ!サッちゃん
- CARボーイ（「冒険王」）
- 侍っ子
- ファイト先生（「小学四年生」「小学五年生」1963年～1964年）
- マイクロけんちゃん（「小学一年生」1966年7月号～「小学二年生」1967年8月号）
- 怪力くり太郎（「漫画王」1959年6月号ふろく）
- KO小僧　(「少年画報」、1959年6月号～1960年5月号)
- 少年NO.1 (「少年ブック」、1960年1月号～1963年5月号)
- 翔けろ天馬（「週刊少年サンデー」、1962年15号～44号）
- バンザイ探偵長（「週刊少年マガジン」、1963年2号～19号）
  - ばんざい探偵長（少年画報、1964年12月号～1965年11月号）
- 吠えろ！レーサー（「週刊少年サンデー」、1964年2号～17号）
- すてきなサムライ（「小学四年生」「小学五年生」1964年10月号～1966年3月号）
- 大あばれ!! ちびっこ侍（「週刊少年サンデー」、1965年 夏休みまんが増刊号）
- サムライの賛歌（「ぼくら」1966年1月号～5月号）
- マンモスくん（「希望の友」1967年～1969年）
- イナズマ野郎（「週刊少年キング」、1968年32号～1969年1号）
- 球豪伝4「見かけ屋」（「週刊少年マガジン」、1973年45号、原作:史村翔）
- 弾丸マシンX（「週刊少年キング」、1976年29号～1977年4号）
- 帰ってきたストップ!にいちゃん（「プレイコミック」、1977年2月10日号）

## アシスタント
- 中城けんたろう
- いいだひろ詩